# Ylvali Rurling
Ylvali Rurling, född 8 november 2004, är en svensk skådespelare.
Rurlings karriär som skådespelare började med att hon spelade Julia i dokumentärserien Kapten Klänning – polischef och våldtäktsman från 2019. Samma år spelade hon en av huvudrollerna i SVT:s ungdomsserie Dröm. Hon spelade även huvudrollen i kortfilmen Jag, Julia i regi av Arvin Kananian. Hon har också medverkat i TV-serierna Snöänglar (2021), Partisan (2020–2022) och Strandhotellet (2023).

## Filmografi (i urval)
- 2019 – Dröm (TV-serie)
- 2020–2022 – Partisan
- 2021 – Snöänglar (TV-serie)
- 2023 – Strandhotellet (TV-serie)
- 2025 – Knutby (TV-serie)